# X (소셜 네트워크)
X, 또는 예전 이름 트위터(영어: Twitter)는 미국의 기업 X Corp.가 소유한 소셜 네트워크 서비스 및 마이크로블로그 서비스이다. 사용자 간에 '포스트'이라는 형태의 메시지로 상호작용하는 방식을 취하며 등록된 사용자는 포스트 업로드, '좋아요', 리트윗 기능을 이용할 수 있고 미등록 사용하는 트윗 읽기 기능만 이용할 수 있다. 사용자는 모바일 및 브라우저 프론트엔드 소프트웨어와 API 프로그램을 통해 트위터를 이용할 수 있다. 트윗에는 사진이나 동영상을 첨부할 수 있으며, 트윗의 길이는 140자 문자로 제한된다. 2017년 11월 이후로 CJK 문자에 한해 280자로 증가했다.
트위터는 2006년 3월 잭 도시, 노아 글래스, 비즈 스톤과 에번 윌리엄스가 제작했으며 같은 해 7월에 출범했다. 주식회사 트위터 본사의 위치는 캘리포니아주 샌프란시스코이며 그 외 전세계에 지사가 25개 이상 존재한다. 2012년 기준으로 1억 명 이상의 사용자가 매일 3억 4000만 트윗을 작성하며 16억 검색기록이 이뤄졌다. 2013년에 가장 자주 방문하는 웹사이트 10위권에 들었다. 2019년 초에 트위터의 활동중인 사용자 수는 매월 3억 3천만 명에 육박했다.
2022년 10월, 일론 머스크가 미화 440억 달러에 트위터 인수를 완료해 최고경영자가 됐다. 2022년 4월에 기나긴 논란과 법적 싸움 이후에 이 거래는 10월 27일 마무리되었다. 일론의 트위터 인수 이후 플랫폼이 역정보와 증오언설을 설파하는 장이 됐다는 비판을 받았다. 2023년 12월, 피델리티는 트위터의 가치가 매수가에서 71.5% 하락했다고 예측했다.

## 역사

### 창업 초기

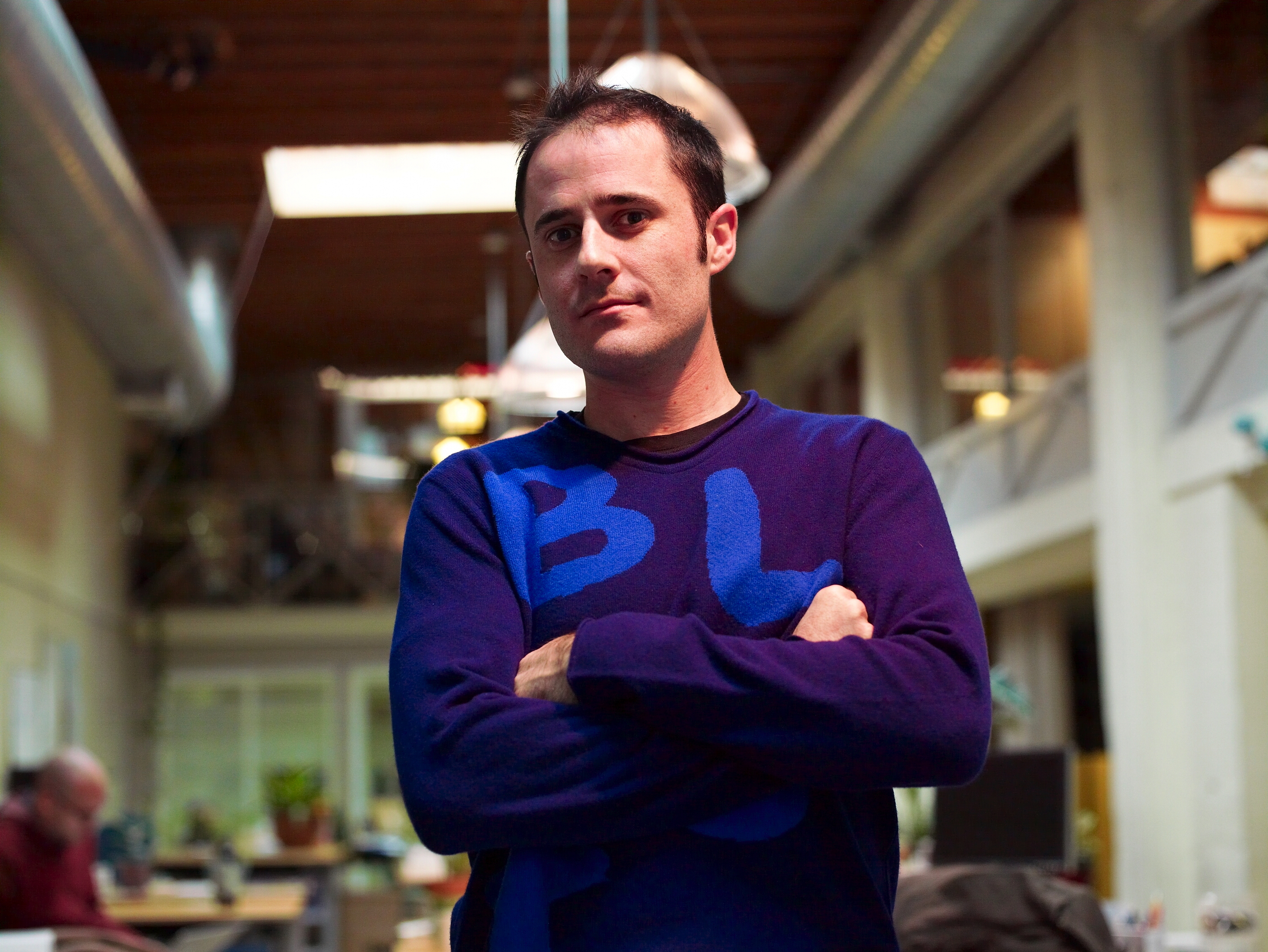
에번 윌리엄스(2007년)

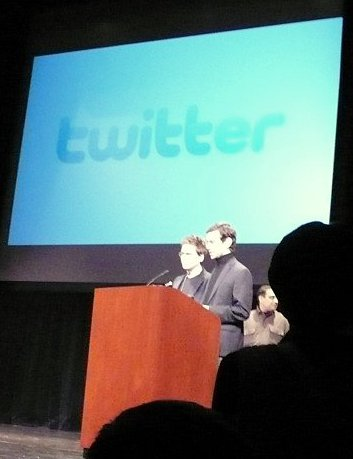
트위터의 창업주 비즈 스톤과 잭 도시가 테크크런치가 주는 2008년도 최고의 모바일 분야 신생 기업 상을 수상하고 있다

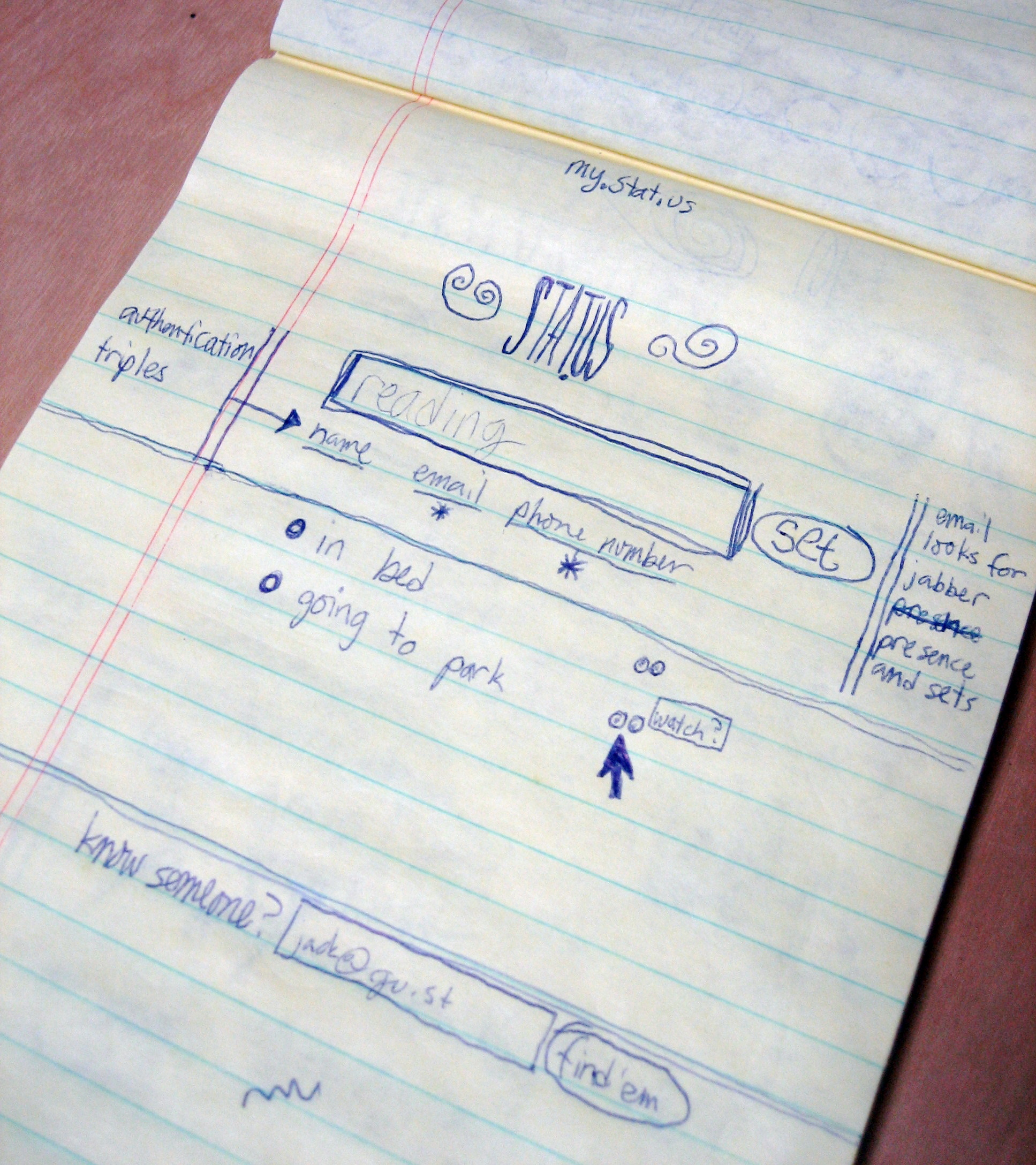
2006년, SMS 기반 소셜 네트워크를 구상하는 잭 도시의 스케치

트위터의 창업주는 잭 도시, 비즈 스톤, 에번 윌리엄스(CEO), 노아 글래스이다. 트위터는 미국 샌프란시스코 지역의 팟캐스트 벤처 기업인 오데오(Odeo, Inc.)의 에번 윌리엄스와 노아 글래스가 고안한 연구 개발 프로젝트에서 출발하였다. 잭 도시는 SMS를 통해 소규모 그룹과 소통할 수 있는 방법을 고안해냈다. 최초의 프로젝트 코드네임은 twttr로 정해졌다. 당시 twitter.com이라는 도메인이 이미 사용중이었기 때문이었는데, 6개월 후에 도메인을 구입했고, 서비스 명을 트위터(Twitter)로 변경했다.
트위터는 루비 온 레일즈를 사용하여 개발되었다.
2006년 7월에 서비스를 시작하였다. 2007년 4월에는 오데오 사에서 분리되어 트위터 주식회사(Twitter, Inc.)라는 이름으로 자체 회사를 갖게 되었다. 2007년 사우스 바이 사우스웨스트 페스티발 웹 상(South by Southwest Festival's Web Award) 블로그 부문을 수상하였다. 공동 창업자 잭 도시는 수상 소감으로 "140자 미만의 수상 소감을 말씀드립니다. 우리는 해냈습니다!"라고 하였다.
이러한 소셜 네트워크 서비스들은 서비스에 대한 얼리 어댑터들인 기술 분야에 정통해 있는 사람들의 다양한 감정들을 이끌어 내고 있다. 이러한 서비스의 팬들은 이것들이 일로 바쁜 친구들과 연락할 수 있는 좋은 방법이라고 생각하고 있다. 하지만 일부 사용자들은 '연결'이 너무 강한 것으로 느껴진다고 한다. 예기치 않은 때에 날아오는 메시지들과 씨름하고, 많이 나온 휴대전화 요금 청구서에 놀라고, 친구들로 하여금 그들이 저녁에 무엇을 먹나 그만 좀 알려 주도록 말하고 하면서 말이다.— 월 스트리트 저널

### 대한민국
2011년 1월 18일 트위터에서 공식 한국어 서비스를 시작하였다. 한국어 서비스가 공식적으로 시작됨에 따라 트위터 고객지원 (@dowoomi), 트위터 대한민국 (@twitter_kr) 트위터 인기 트윗(@toptweets_ko) 계정이 추가되었다.

## 서비스

### 기능
단문 메시지 서비스(SMS), 인스턴트 메신저, 전자 우편(e-mail) 등을 통해 “트윗(tweet)”을 전송할 수 있다. 트윗이란 글 한 편에 해당하는 단위이며, 140자가 한도이다. 미국의 SMS는 160 글자로 한정되어 있는데, 여기서 나머지 20자는 사용자 아이디를 입력할 공간인 셈이다. 한글이든 영문이든, 공백과 기호를 포함해 한 번에 140 글자를 올릴 수 있다. 이렇게 전송된 트윗은 사용자의 프로필 페이지에 표시되며, 또한 다른 사용자들에게도 전달된다. 전송 방법으로는 그 외에도 RSS(수신 전용), 전용 클라이언트인 트윗덱(TweetDeck), 트위티(Tweetie), 트위테리픽(Twitterrific), 에코폰(Echofon), 피덜라이저 등이 다양하게 쓰인다.
트윗 업데이트는 사용자의 프로필 페이지에 나타나고, 그 사용자를 팔로우(follow)하는 다른 사용자에게 즉시 전달된다. 트윗을 보내는 사용자는 초기 설정만 바꾸면 자신의 친구 중 누구에게 트윗을 보낼 것인지 제어할 수 있다.
트위터 웹사이트, 인스턴트 메시지, SMS, RSS, 전자 우편 혹은 응용 프로그램 등을 통해 트윗 업데이트를 받을 수 있다. SMS 기능에 관해서는 현재 3 곳의 게이트웨이 번호가 존재한다. 미국과 캐나다용 쇼트 코드 (Short Code) 및 국제 사용자용 영국 번호가 있다. 또한 사용자들은 서드 파티 업체들을 통해 전자 우편을 통해 업데이트를 포스트하고 받을 수 있다. 대한민국에서는 LG유플러스 고객에 한해 #1234로 메시지를 작성해 보낼 수 있다.
트위터 리스트는 한 사람당 20개의 리스트를 만들 수 있으며, 하나의 리스트에 500명을 넣을 수 있다. 구글은 한때 트위터에 대한 실시간 검색 서비스를 제공한 적이 있으나, 구글 플러스 발표 시기에 중단되었다.

### 특징
영어를 포함한 여러 언어들을 지원하며, 지역에 제한 없이 전 세계 이용자와 짧은 글로 대화를 주고 받거나 친구를 맺을 수 있다. 사용자 수가 많으며, 실시간 대화와 비슷한 방식으로 이야기가 오가는 특징이 있기 때문에, 누군가가 시작한 이야기가 급속히 유포되어 세계적인 이슈가 되는 일도 일어난다. 장문의 진지한 글을 쓰는 데 최적화된 블로그와 달리 트위터는 간단한 글을 위한 단문 전용 사이트이로 이동 통신 기기를 이용한 글 등록이 가능하다. 상대방의 최근 활동을 알게 해주는 '팔로우(follow)'라는 기능이 있다는 점, 그리고 메신저와 같은 신속성을 갖춘 점이 특징이다. 그리고 다른 SNS와는 달리 상대방이 허락하지 않아도 일방적으로 '팔로어(follower)'로 등록할 수 있다.
미국 내의 트위터 사용자로서 유명인은 저술가이자 저널리스트인 애나 데이비드, 정치인인 존 에드워즈와 버락 오바마를 꼽을 수 있다. 미국의 첫 흑인 대통령이 된 버락 오바마가 대통령 선거에서 승리하는 데 트위터를 이용한 홍보 효과를 톡톡히 본 것으로 알려져 있으며, 기업들도 홍보나 고객 불만 접수 창구 등으로 활용하고 있다.

## 기술

### 개발자 지원
트위터는 외부 사업자나 개인 개발자 등 다른 서비스 제공자가 트위터를 연동하여 사용할 수 있도록 트위터 API를 지원한다. 개발자 지원을 위한 서비스로 트위터 개발자 포탈, 트위터 API 위키 등의 사이트를 운영하고 있다.

### 모바일 최적화
140자로 제한된 단문 서비스라는 점이 웹 보다 모바일에 더욱 최적화 된 서비스라는 걸 알 수 있다. 이러한 스마트폰 매체와 트위터 서비스의 동반 상승 효과 때문에 웹-스마트폰-서드파티 애플리케이션의 결합이 인터넷 시장에서 매우 중요하게 여겨지고 있으며 새로운 산업 모델로서 떠오르고 있다. 실제 트위터 이용자 중 웹을 통해 트위터를 이용하는 사람은 20%에 불과하고 나머지 대다수 사용자들이 스마트폰을 위시한 모바일 서비스를 통해 트위터를 이용하고 있다는 통계가 이러한 현상을 뒷받침 해주고 있다.

### 보안 취약점 발견과 대응
- 2007년 4월 7일 니테시 단자니(Nitesh Dhanjani)가 보고하였다. 이 문제는 트위터가 SMS 메시지 오리지네이터를 사용자 계정의 인증(authentication)의 일종으로 사용함으로써 발생하였다. 니테시 단자니는 fakemytext.com이라는 사이트를 사용하여 단문 메시지를 스푸핑하였다. 그 결과, 트위터로 하여금 임의의 메시지를 대상 페이지(victim)에 표시할 수 있게 하였다. 해커들은 단지 피해자의 전화번호만 알아도 이 취약점을 활용할 수 있었다.[33] 이 취약점 발견 후 몇 주가 지나, 트위터는 선택 사항으로서 PIN을 도입하였다. 그리하여 트위터 사용자들은 단문 메시지를 PIN을 이용하여 인증할 수 있게 되었다.
- 2011년 5월 26일 트위터 타임라인 오류 "일부 사용자의 타임라인이 빈 화면으로 나타나고 있다"며 오류 사항을 알렸다.[34]
- 2012년 2월 3일에 2006년과 2007년에 만들어진 계정 25만 명의 연락처 등의 개인정보가 유출되었다. 전문가들은 현재 조사 중이다.[35] 이에 트위터 측은 유출 계정 사용자에게 “문자, 숫자, 기호가 섞인 10자리 이상으로 새 비밀번호를 만들어 달라”라고 요청했다.[36] 또한 “해커들이 매우 복잡하고 치밀한 공격방법을 사용했다”며 “다른 회사나 조직도 비슷한 공격을 받았을 가능성이 있다”라고 밝혔다.

## 사회

### 사용
트위터 사용자의 63%가 남성이며, 트래픽의 60%는 미국 바깥에서 이루어지는데, 그 중 일본, 스페인, 영국의 활동이 두드러진다고 한다. 흥미로운 사실은 트위터를 사용하는 연령대가 35~44세 사이라는 점이다. 그리고 방문자의 14%가 안정적인 직업을 가졌고, 대도시에 거주하는 다양한 민족 출신의 싱글족들이다. 방문자의 12%는 40대에 연간 가계 수입이 25만 달러 이상인 사람들이다. 이들 중에는 나이가 어느 정도 든 전문직 종사자들이 상당수를 차지한다.
스마트폰의 급속한 대중화에 의해 트위터도 함께 대중화되고 있다. 스마트폰의 특징인 시간과 공간의 제한 없이 어디서든 인터넷에 접속할 수 있다는 점, 그리고 즉각적으로 반응을 보이고 참여할 수 있다는 점 덕분에 트위터의 이용률이 더욱 높아지고 있다.

### 영향

#### 정보전달
이렇게 항상 휴대하는 스마트폰 위주의 인터페이스를 가지고 있기 때문에 무엇보다 정보 전달 속도가 매우 빠르며 급박한 재난 상황이나, 중요한 소식들이 순식간에 퍼지는데 가장 중요한 매개체 역할을 하고 있다. 그 실례로 현대자동차 비정규직 노동자들은 비정규직 노동자에 대한 차별과 고용불안에 항의하여, 20여일간 공장점거투쟁을 벌일 당시에 스마트폰을 이용해 트위터에 글을 올림으로써 투쟁소식을 전했다.
파업 6일째 되는 날 저녁, 트위터 계정을 가진 한 조합원의 건의로 조합원들에게 트위터 교육이 있었다. 50여 명이 모였다. 스마트폰으로 고스톱 게임 정도만 즐기던 조합원들이 이제는 매일같이 자신들의 소식을 바깥으로 날랐다. 점거농성이 뉴스에 나오지 않는다고 탓하는 사람보다 트위터에 어떤 글을 올릴지 고민하는 사람이 늘었다. 현대차 비정규직 점거농성장 계정을 중심으로 매일같이 자신들의 소식을 나르면서 각자 적게는 100여 명에서 많게는 1천여 명씩 급속도로 팔로워를 늘렸다. 트위터 계정으로 날아오는 응원 메시지는 큰 힘이 됐다. 이들의 활동으로 한 대형 포털에서 ‘현대차 비정규직 파업’이 실시간 검색순위 1위가 되기도 했다.

또한 언론을 통해서만 전달되던 연예인이나, 정치인, 기업들의 발언, 공지들도 여과없이 빠르게 들을 수 있다는 점에서 기존의 인터넷보다 한층 발전된 소통을 보여준다는 평가를 받고있으며, 생활 방식에도 영향을 주고있다. 이러한 영향력은 기존 생활정보나 개인의 생각을 넘어 선거 등에도 영향력을 미치고 있다.

#### 유사 사이트
트위터가 많은 이용자들을 끌어들이자 그와 비슷한 형태의 사이트가 다른 나라에서도 잇달아 생겨났다. 예를 들어, 시나 웨이보, frazr, 미투데이, 네이트 커넥트 등은 특정 국가 중심으로 서비스되는 트위터 형식의 사이트이다. 또한 마이크로-블로깅과 파일 공유(Pownce) 기능을 결합한 서비스도 생겨났다. 대한민국에서 생겨난 유사 서비스인 네이버의 미투데이, 다음의 요즘, SK커뮤니케이션즈의 C로그 등은 모두 서비스를 종료했다.
2007년 5월, 트위터와 유사한 서비스가 전 세계적으로 111개에 달했다는 얘기가 나오기도 하였다.

#### 루머 생산 및 유포
루머 생산 유포 비판과 논란이 있다.
- 대한민국 제19대 국회의원 총선 공천 시기에 배우이자 정치인 김을동이 2012년 3월 18일 공천확정일에 "김 의원이 아들인 배우 송일국의 매니저와 운전기사를 보좌진으로 등록해 국민이 낸 세금으로 월급을 줬다"는 내용이 유포되었다. 그러나 송일국의 매니저는 2008년 보좌관이 아닌 인턴으로 4개월가량 일한 적은 있지만, 인턴 봉급은 김 의원이 아닌 송일국의 사비로 준것이었다. 이 과정에서 해당 매니저는 김 의원실 인턴과 송일국의 매니저를 1주일 병행했지만, 보좌관이 아니라 인턴 신분이기 때문에 문제가 없다고 덧붙였다. 그리고 이 일은 예전에 논란이 됐을 때 다 해명했는데, 선거를 앞두고 다시 얘기가 나오는 것은 악의적인 행태라며 해당 주장을 펼치고 있는 트위터리안들을 비판했다. 한편 당시 당사자로 거론된 매니저도 2009년 KBS 시사기획 쌈에서 이같은 내용이 보도되자 보도내용이 사실과 다르다는 해명서를 발표한 바 있다.[45] 그리고 김을동이 세금을 체납했다는 트위터에서 루머가 유포되었다. 그러나 실제로는 아들이자 배우 송일국이 2009년에 미납된 금액으로 2010년 3월 24일에 완납된 상태였다.[46]
- 한 트위터 사용자의 농담으로 2시간여동안 전세계 트위터에 배우 로완 앳킨슨이 사망했다는 루머가 나왔다.[47]

### 검열
트위터는 러시아, 이란, 중화인민공화국과 북한에서 접속이 차단됐다. 그 외 이집트, 이라크, 나이지리아, 베네수엘라, 투르크메니스탄을 포함한 다수 국가들에서 일정 기간 접속이 차단된 바 있다.
2012년 1월 26일 트위터가 '국가별 차단' 정책을 시행하겠다고 밝히면서 '표현의 자유' 보장에 대한 논란이 불거졌다. 국경 없는 기자회(RSF)는 잭 도시 트위터 공동 창업자에게 항의서한을 통해 "트위터가 억압받는 나라의 반체제 인사들에게 매우 중요한 도구를 박탈했다"고 항의했다. 발표 이후 국내외 트위터 이용자들은 "트위터가 배신했다"는 비판적인 목소리를 높였다. 반대로 트위터의 이같은 정책이 오히려 '표현의 자유'를 지킬 수 있다는 목소리도 나온다. 트위터는 "해당 국가가 법에 따라 요청을 하면 이를 받아들일 수 있다는 것"이라며 "또한 이를 무분별한 검열 반대 웹사이트인 '칠링이펙트(Chillingeffects.org)'에 이 사실을 공개해 오히려 투명해졌다"고 해명했다.

## 통계

### 팔로워 수가 많은 사용자 계정
2022년 11월 4일 기준 팔로워 수가 가장 많은 계정은 다음과 같다.
| 순위 | 변동 (월별) | 계정명         | 소유인              | 팔로워 수 (단위: 만 명) | 활동                 | 국가        |
| ---- | ----------- | -------------- | ------------------- | ----------------------- | -------------------- | ----------- |
| 1    | -           | @BarackObama   | 버락 오바마         | 13,300                  | 44대 미국 대통령     | USA         |
| 2    | 증가        | @elonmusk      | 일론 머스크         | 11,600                  | 기업인               | SAF CAN USA |
| 3    | 감소        | @justinbieber  | 저스틴 비버         | 11,300                  | 음악가               | CAN         |
| 4    | -           | @katyperry     | 케이티 페리         | 10,800                  | 음악가               | USA         |
| 5    | -           | @rihanna       | 리한나              | 10,700                  | 음악가 및 사업가     | BAR         |
| 6    | -           | @Cristiano     | 크리스티아누 호날두 | 10,400                  | 축구 선수            | POR         |
| 7    | -           | @taylorswift13 | 테일러 스위프트     | 9,100                   | 음악가               | USA         |
| 8    | -           | @ladygaga      | 레이디 가가         | 8,400                   | 음악가 및 배우       | USA         |
| 9    | -           | @narendramodi  | 나렌드라 모디       | 8,400                   | 인도의 총리          | IND         |
| 10   | 증가        | @YouTube       | 유튜브              | 7,700                   | 비디오 호스팅 서비스 | USA         |

### 기록적 트윗
2014년 3월 2일, 제86회 아카데미상 방송에서 사회자 엘런 드제너러스가 촬영한 셀프카메라는 당시 가장 많이 리트윗된 이미지가 됐다. 드제너러스는 메릴 스트립에 오스카 부문 17개에서 후보로 올라 신기록을 세운 것을 기념으로 타 오스카 유명인들과 함께 기념하고자 사진을 만들다고 한다. 12명의 유명인이 담긴 해당 사진은 40분만에 역대 리트윗 기록을 갱신했으며 트윗 한 시간만에 180만 리트윗을 달성했다. 아카데미상이 끝날 무렵 2백만 리트윗을 달성했다. 2017년 5월 9일, 엘렌의 기록은 카터 윌커슨(@carterjwm)의 트윗이 약 한 달만에 350만 리트윗을 기록하면서 깨졌다. 해당 리트윗 기록은 이후 2019년 1월 마에자와 유사쿠가 사은품 증정을 약속하며 올린 트윗이 440만 리트윗을 기록하며 다시 갱신됐다. 마에자와가 작성한 비슷한 내용의 2019년 12월 트윗은 380만 리트윗을 기록했다.
트위터 역사상 가장 많이 트윗된 순간은 2013년 8월 2일이었다. 해당 날짜에 일본에서 방송된 지브리 스튜디오의 만화영화 《천공의 성 라퓨타》의 절정부에서 주인공이 사용하는 파괴의 주문 '바루스 (バルス)'라는 대사를 말하는 순간 시청자들이 일제히 해당 주문을 트윗한 것이다. 이 때 1초동안 143,199개의 트윗이 한번에 발신돼 이전 전세계 기록인 33,388개를 갱신했다.
트위터 역사상 가장 많이 거론된 사건은 2015년 10월 24일에 있었다. 해당 날짜에 필리핀 아레나에서 진행된 필리핀의 버라이어티 쇼 〈먹어 불라가〉의 생방송 특별 에피소드 〈Tamang Panahon〉가 방영됐는데, 화제의 즉석커플 알덥을 주제로 해시태그("#ALDubEBTamangPanahon")가 4100만 트윗에 사용된 것이다. 트위터 역사상 가장 많이 거론된 스포츠 사건은 2014년 7월 8일에 치른 2014년 FIFA 월드컵 브라질 대 독일 준결승전이었다.
〈기네스 세계 기록〉에 따르면 가장 빨리 1백만 팔로워 수를 확보한 계정주는 2014년 4월 계정 개설 23시간 22분만에 해당 팔로워 수를 돌파한 로버트 다우니 주니어이다. 이 기록은 이후 2015년 6월 1일 같은 수의 팔로워를 4시간 3분만에 확보한 케이틀린 제너가 갱신했다.

## 로고 변천사

2006-2010년
2010-2012년
2012-2023년
2023년-현재

## 같이 보기
- 가장 많이 리트윗된 트윗 목록
- 팔로워가 가장 많은 트위터 계정 목록
- 페이스북
- 인스타그램
- 자이쿠
- 블로그
- 웹 2.0
- 채터봇
- 스타일러스 (브라우저 확장기능)

## 참고 자료
- Thompson, Clive (2007년 7월). “This Just In: I'm Twittering”. 《와이어드》 15 (7): 60.